# Thea Garrett
Thea Garrett, född 15 mars 1992, är en maltesisk sångerska.
Den 20 februari 2010 vann Garrett den nationella maltesiska uttagningen till Eurovision Song Contest 2010. Därmed kom hon att representera Malta med låten "My Dream", där hon deltog i den första semifinalen den 25 maj 2010. Hon lyckades dock inte kvalificera sig till finalen den 29 maj. 